# Station Røkland
Station Røkland  is een spoorwegstation in Røkland in fylke Nordland in Noorwegen. Het station dateert uit 1955 en werd gebouwd toen Nordlandsbanen werd verlengd van Fauske naar station Bodø. Van 1955 tot 1958 was het het eindpunt van de lijn.
In Røkland stoppen treinen van de regiolijn vanaf Bodø naar Mosjøen en doorgaande treinen naar Trondheim.